# Mały Jaworowy Szczyt
Mały Jaworowy Szczyt (słow. Malý Javorový štít, niem. Javorovaspitze, Antonienspitze, Uhrnspitze, Ahornspitze, węg. Jávor-csúcs, Antónia-csúcs) – szczyt na terenie Słowacji o wysokości 2388 m n.p.m. położony w głównej grani Tatr pomiędzy Świstowym Szczytem (Svišťový štít) a Jaworowym Szczytem (Javorový štít).

## Topografia

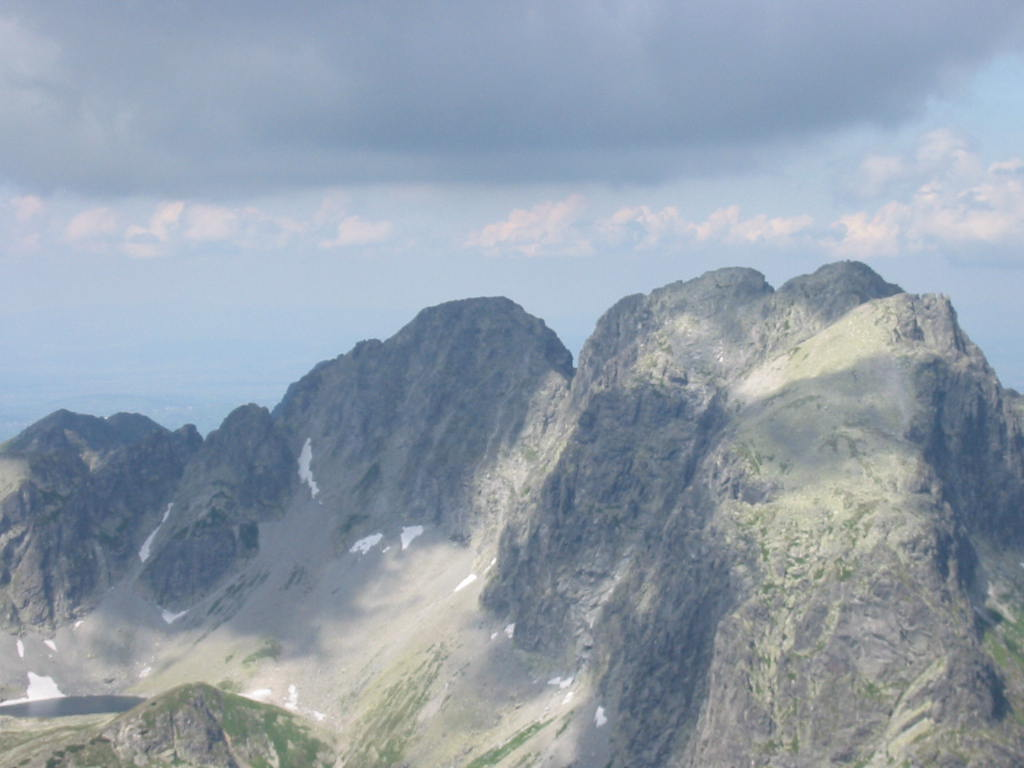
Masyw Małego i Wielkiego Jaworowego Szczytu widziany ze Sławkowskiego Szczytu

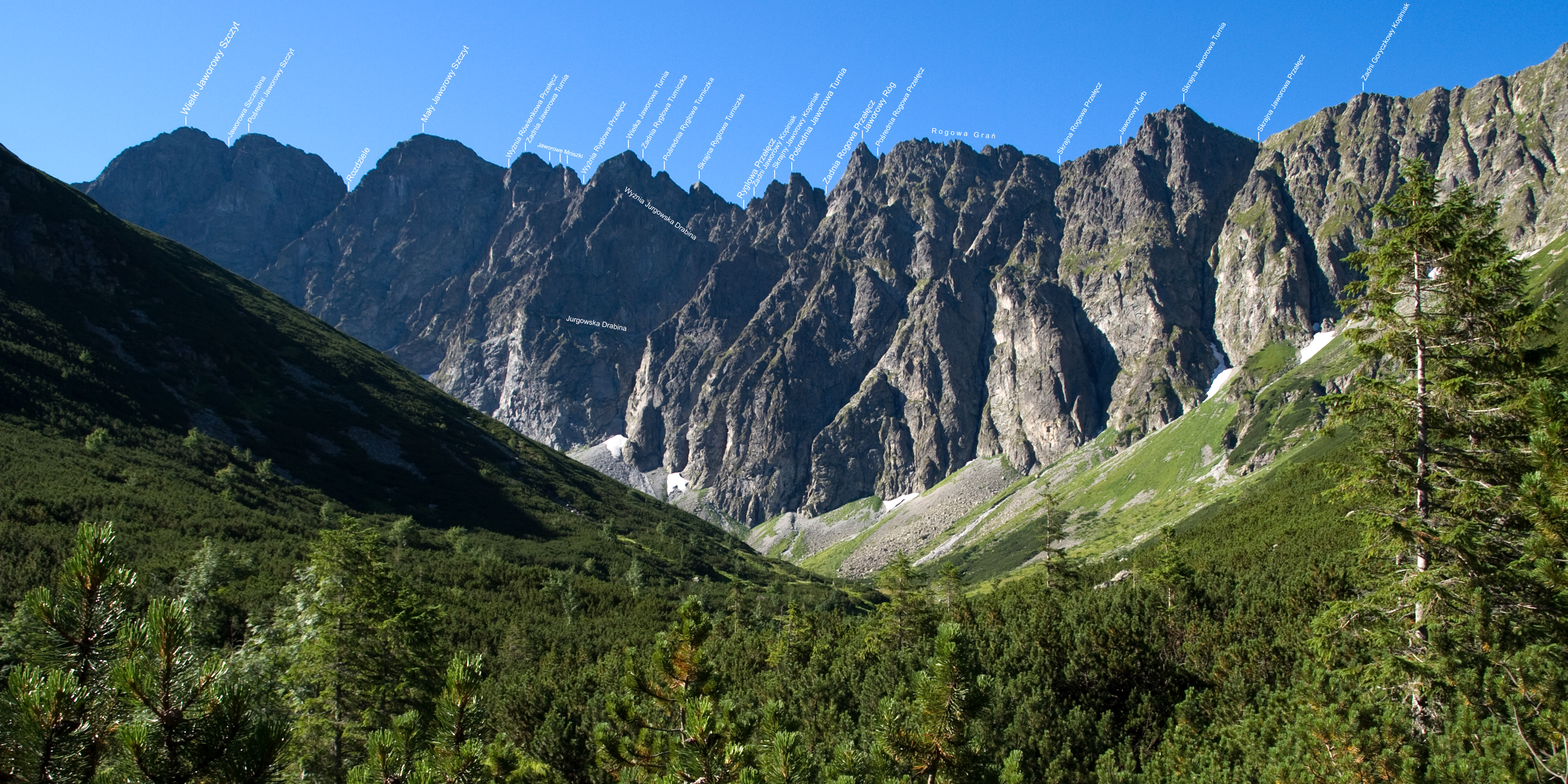
Jaworowy Szczyt, Mały Jaworowy Szczyt i Jaworowe Turnie (podpisane formacje)

Oprócz wymienionych wierzchołków w tym odcinku grani znajdują się m.in. także (w kolejności od Świstowego Szczytu): Świstowa Przełęcz (Svišťové sedlo, 2192 m), Graniasta Turnia (Hranatá veža, 2260 m), Graniasta Przełęcz (Vyšné Rovienkové sedlo, 2235 m), Rówienkowa Turnia (Rovienková veža, 2272 m), Rówienkowa Przełęcz (Rovienkové sedlo, 2230 m), Krzesany Róg (Kresaný roh, 2296 m), Zawracik Rówienkowy (Malý Závrat, 2270 m), Mały Jaworowy Szczyt, przełęcz Rozdziele (Javorová škára, 2296 m), Jaworowy Szczyt (Javorový štít, 2417 m). Rozdziele stanowi głębokie wcięcie w grani i oddziela Mały Jaworowy Szczyt od Pośredniego Jaworowego Szczytu (Prostredný Javorový štít), wschodniego wierzchołka głównej części masywu.
Mały Jaworowy Szczyt ma kilkudziesięciometrową, niemal poziomą grań szczytową, której najwyższy punkt znajduje się przy wschodnim krańcu. Od drugiego, zachodniego krańca odchodzi w kierunku północno-zachodnim długa boczna grań – Jaworowa Grań, od wierzchołka oddzielona Wyżnią Rówienkową Przełęczą (Zadné Javorové sedlo). Znajdują się w niej Jaworowe Turnie (Javorové veže) i Jaworowe Wierchy, dalej na północ jest zakończona masywem Szerokiej Jaworzyńskiej (Široká), która oddziela Dolinę Jaworową (Javorová dolina) od doliny Rówienki (Rovienková dolina), należącej do systemu Doliny Białej Wody (Bielovodská dolina). Po południowej stronie Małego Jaworowego Szczytu znajduje się Dolina Staroleśna (Veľká Studená dolina). Do Doliny Jaworowej opada wysoka, północna ściana, tworząca wraz ze ścianami Jaworowego Szczytu i Jaworowych Turni jeden z najpotężniejszych murów skalnych w Tatrach – Jaworowy Mur.

## Historia i nazewnictwo
Pierwsze, odnotowane wejścia turystyczne: krakowianin Karol Englisch z matką Antoniną i przewodnikiem Johannem Hunsdorferem (20 sierpnia 1902 r.), zimą węgierscy taternicy: Gyula Hefty i István Laufer (5 stycznia 1913 r.).
Północna ściana szczytu znana jest z tragicznej wyprawy po Stanisława Szulakiewicza w 1910 r. Podczas prowadzonej w bardzo trudnych warunkach atmosferycznych akcji ratunkowej zginął znany ratownik Tatrzańskiego Ochotniczego Pogotowia Ratunkowego, prawie sześćdziesięcioletni wówczas Klemens Bachleda. Ranny Szulakiewicz zmarł przed dotarciem ekipy.
Nazwa szczytu związana jest z położoną poniżej Doliną Jaworową.